# St. Josef (Bad Sachsa)

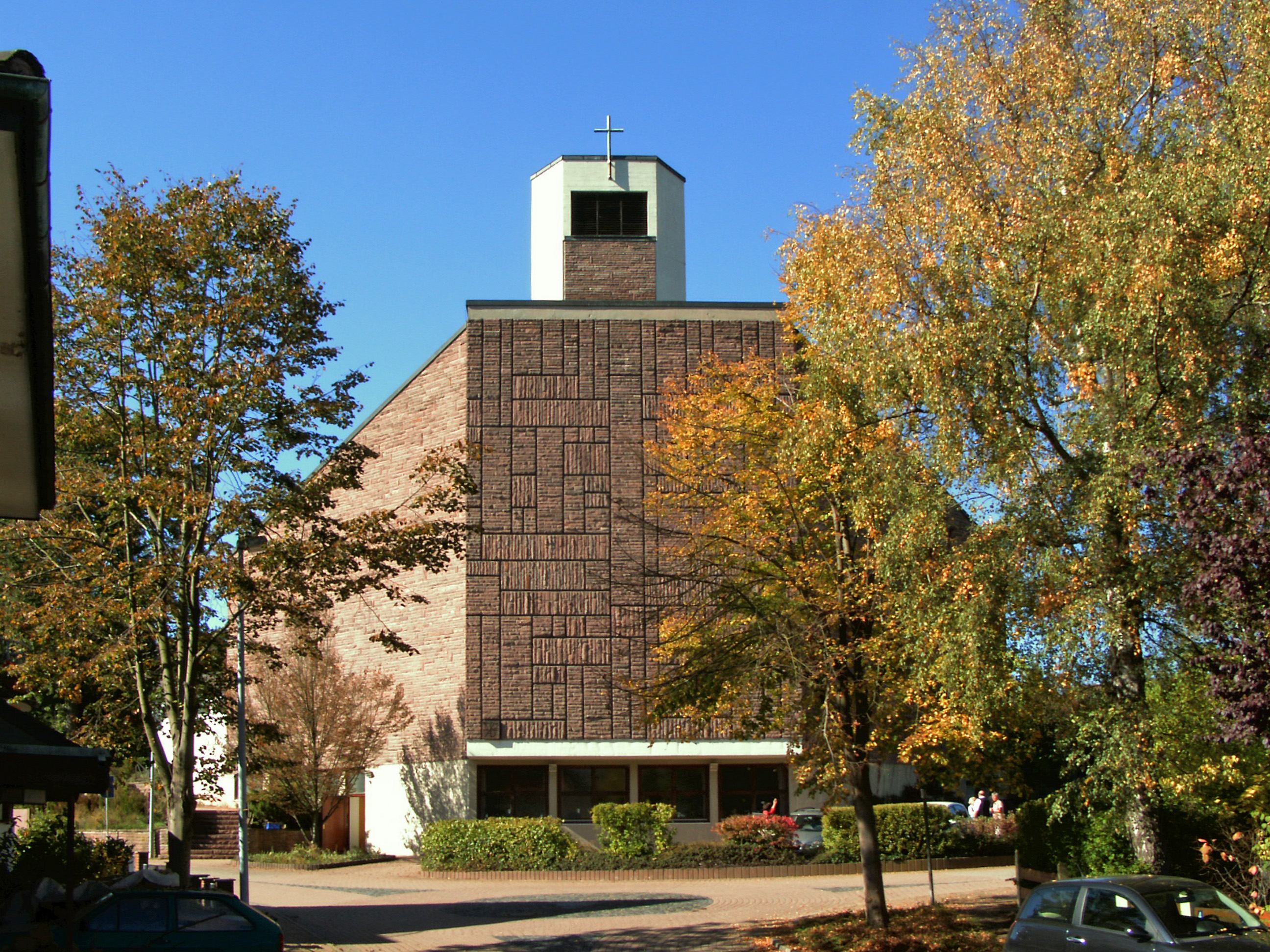
St.-Josef-Kirche

Die Kirche St. Josef ist die katholische Kirche in Bad Sachsa, einer Stadt im Landkreis Göttingen in Niedersachsen. Sie gehört zur Pfarrgemeinde „St. Benno“ mit Sitz in Bad Lauterberg, im Dekanat Nörten-Osterode des Bistums Hildesheim. Die nach dem heiligen Josef von Nazaret benannte Kirche befindet sich in der Herderstraße 6.

## Geschichte
Am 21. Juni 1931 wurde die kleine katholische Kirche St. Josef an der Herderstraße eingeweiht. Zuvor fanden in Bad Sachsa bereits katholische Gottesdienste im Hotel Schröder statt, davor in einem Klassenraum der Volksschule.
Nach dem Zweiten Weltkrieg vergrößerte sich die Zahl der Katholiken auch in Bad Sachsa durch die Aufnahme von Heimatvertriebenen aus den Ostgebieten des Deutschen Reiches.
1961 begann seitens des damals zuständigen Bistums Fulda der Bau einer neuen Kirche. Am 23. April 1962 erfolgte ihre Grundsteinlegung, die alte Kirche wurde abgerissen. Am 14. Juli 1963 weihte Bischof Adolf Bolte die heutige Kirche ein.
1990 gehörte die Kirche kirchenrechtlich zum Dekanat Eschwege im Bistum Fulda, wurde jedoch vom Dekanat Osterode des Bistums Hildesheim verwaltet. Im Juni 1995 erfolgte die vollständige Eingliederung der Pfarrkuratie Bad Sachsa in das Bistum Hildesheim.
Seit dem 1. März 2004 gehört die Kirche zum neu gegründeten Dekanat Nörten-Osterode. Vom 1. August 2004 an gehörte auch die Heilig-Kreuz-Kirche in Walkenried zur Pfarrei Bad Sachsa. 2009 wurde das katholische Exerzitienhaus (Bismarckstraße 21) geschlossen, das zuvor als Familienerholungsheim genutzt und ursprünglich 1910 als private Villa „Haus Tannenried“ für einen Unternehmer erbaut wurde. In dem Haus befand sich eine kleine katholische Kapelle. Seit dem 1. September 2010 gehört die Kirche zur Pfarrgemeinde St. Benno in Bad Lauterberg, die Pfarrei St. Josef wurde in diesem Zusammenhang aufgehoben. Am 1. März 2013 gehörten von den 8.402 Einwohnern Bad Sachsas, einschließlich der Ortsteile, 873 der römisch-katholischen Kirche an.

## Architektur und Ausstattung
Die Kirche steht in etwa 340 Meter Höhe über dem Meeresspiegel, ihr 32 Meter hoher kreuzbekrönter Glockenturm ist weithin sichtbar.
Der ursprüngliche Bau von 1931 entstand nach einem Entwurf von Max Sonnen (1886–1939), dem Architekten des Bonifatiusvereins in Paderborn.
Die heutige Kirche wurde von den Architekten Erich Weber (Fulda) und Herbert Roer (Margetshöchheim bei Würzburg) entworfen. Ihre vier Bronze-Glocken, „AM GRÖSSTEN ABER IST DIE LIEBE“, „SOLI DEO GLORIA“, „AGGIORNAMENTO: JOHANNES XXIII“ und „FÜR DAS LEBEN“, wurden am 19. März 1993 in Karlsruhe gegossen; am 1. Mai läuteten sie zum ersten Mal in Bad Sachsa.